# Michael Kurz
Michael Kurz (* 4. Juni 1876 in Außernzell bei Deggendorf; † 8. Februar 1957 in Göggingen) war ein deutscher Architekt. Er ist bekannt als Baumeister zahlreicher katholischer Kirchen in Süddeutschland und zählt zu den herausragenden Kirchenbaumeistern des 20. Jahrhunderts.

## Werdegang

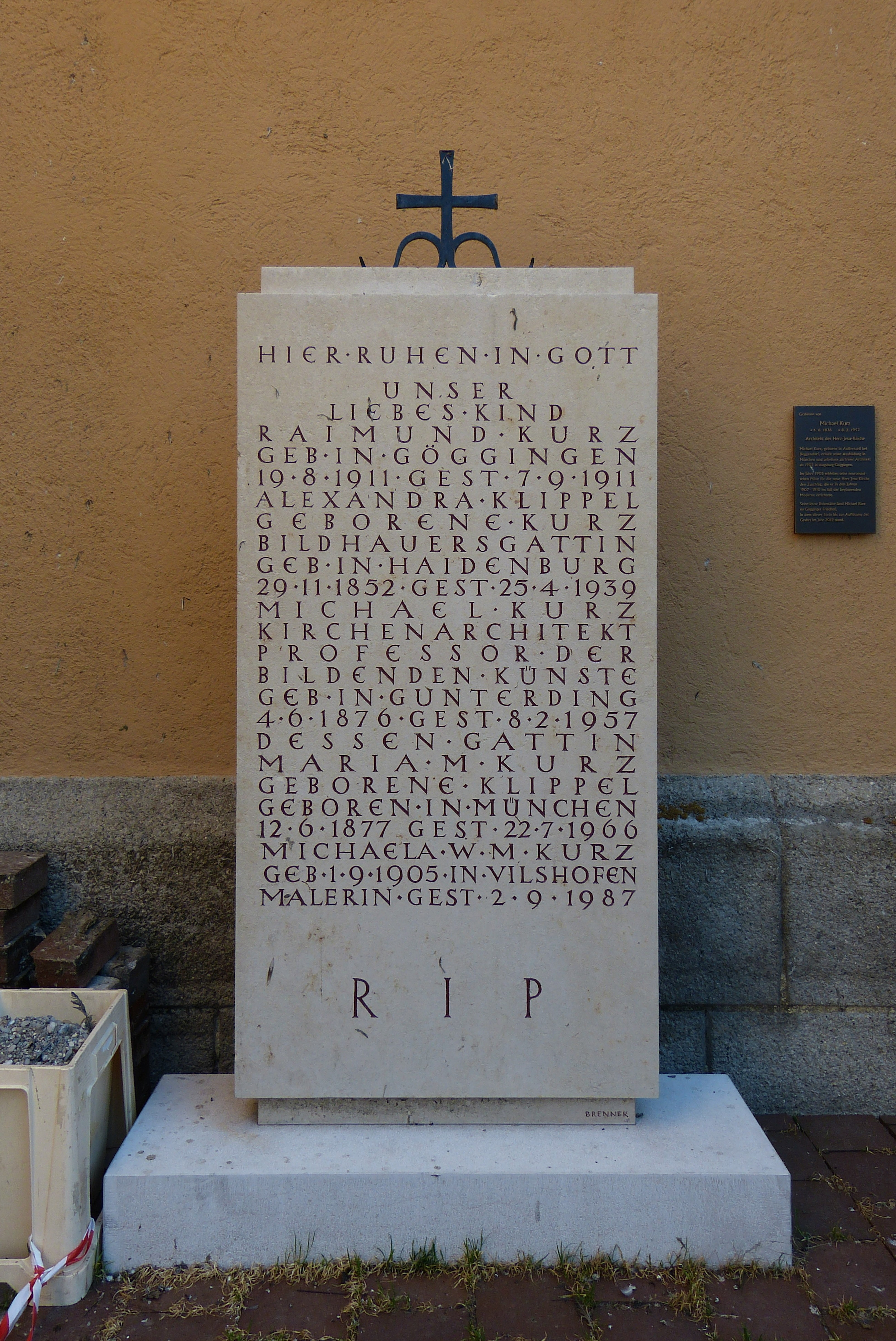
Der Grabstein von Michael Kurz auf der Nordseite
der Herz-Jesu-Kirche in Augsburg-Pfersee

Kurz war der Sohn eines Gastwirts und Mühlenbesitzers. Er erhielt seine Ausbildung an der Baufachabteilung der Gewerblichen Fortbildungsschule und der Städtischen Gewerbeschule in München von 1895 bis 1902. In dieser Zeit war er als Bauzeichner in den Baubüros von Heinrich von Schmidt und Georg von Hauberrisser (1896/1897) und als Techniker bei Hans Schurr (1897–1901) angestellt.
Ab 1902 arbeitete er als freier Architekt. 1907 zog er nach Göggingen bei Augsburg (heute Augsburg-Göggingen), wo er ein eigenes Architekturbüro gründete. 1925 wurde Kurz zum Professor ernannt. Sein Atelier befand sich am Künstlerhof im Pfaffengäßchen in Augsburg, es wurde 1944 zerstört. Nach dem Zweiten Weltkrieg baute er unter anderem in Augsburg und Salzburg zerstörte Kirchen wieder auf. Er entwarf auch Altäre.

## Bauwerke
- Kirche St. Mariä Heimsuchung in Untermitterdorf, 1900–1912
- Hauskapelle des Karmelitinnenklosters in Vilsbiburg, 1904
- Mittelflügel des Hauptgebäudes der Stiftung Ecksberg in Mühldorf am Inn, 1905
- Umbau der Stadtpfarrkirche St. Mariä Himmelfahrt in Grafenau, 1905–1907
- Abtei Schweiklberg, 1905–1946
- Neubau des Langhauses der Pfarrkirche St. Johannes der Täufer in Kirchberg vorm Wald, Gemeinde Tiefenbach, 1906
- Pfarrkirche St. Katharina in Sondersfeld (Oberpfalz), 1906–1908
- Pfarrkirche St. Laurentius in Künzing, 1907/1908
- Umgestaltung und Chor-Verlängerung der Herz-Jesu-Kirche in Augsburg-Pfersee, 1907–1910
- Langhaus der Kuratiekirche St. Mariä Himmelfahrt in Hinterskirchen bei Velden (Vils), 1909–1913
- Südflügel der Erzabtei Sankt Ottilien, 1911
- Langhaus der Kirche St. Martin in Stiefenhofen (Kreis Lindau), 1911/1912
- Kirche St. Mauritius und Gefährten in Rieden an der Kötz, 1913/1914
- Langhaus der Kirche St. Peter und Paul in Langensendelbach, 1913–1915
- Hochaltar der Kirche St. Emmeram in Wittesheim, 1913–1915
- Seitenschiffe und Turm der Kirche St. Georg in Beutelsbach, 1914
- Kirche Unserer lieben Frau in Ringelai bei Passau, 1919/1920
- Typen-Wohnhäuser und Gaststätte in der Augsburger Gartenstadt Spickel, 1919–1926 (zusammen mit Gottfried Bösch)
- Erweiterung der Kirche St. Nikolaus in Wiedergeltingen (Kreis Unterallgäu), 1921
- Langhaus der Pfarrkirche St. Johannes der Täufer in Ludwag bei Scheßlitz, 1923
- Umbau St. Jakobus major in Gersthofen 1924/25
- Kirche St. Anton in Augsburg, 1924–1927
- Erweiterung der Kirche St. Peter und Paul in Augsburg-Oberhausen, 1925
- Erweiterung der Kirche St. Georg und Michael in Göggingen, 1925
- Kirche St. Maximilian in Haidmühle (Bayrischer Wald), 1926–1929
- Kirche St. Johann Baptist in Lichtenau, 1927
- Kirche St. Maria Hilfe der Christen in Klingenbrunn, 1927
- Kirche St. Josef in Passau, 1927/1928
- Kirche St. Heinrich in Bamberg, 1927–1929
- Erweiterung der Kirche St. Oswald in Leitershofen (Kreis Augsburg), 1928
- Kirche St. Josef in Memmingen, 1927–1929 (mit Thomas Wechs)
- Kirche St. Anton in Pirmasens, 1927–1931
- Umbau und Erweiterung der Kirche St. Josef in Augsburg-Oberhausen, 1928–1930 (mit Hans Döllgast)[2]
- Entwurf der Kleinwohnungs-Siedlung Buchenau in Augsburg-Oberhausen im Auftrag der Wohnbaugenossenschaft, 1929/1930 (mit Paul Gerne, Albert Kirchmayer und Eduard Rottmann)
- Kirche St. Hartmann in Thannberg, 1930/1931
- Kirche St. Sebastian in Eining, 1930–1932
- Erweiterungs der Kirche St. Justina in Bad Wörishofen, 1932/1933
- Kirche St. Maria Hilfe der Christen in Starnberg, 1933
- Kirche St. Kunigund in Nürnberg, 1934/1935
- Erweiterung der Kirche St. Sixtus in Günzburg-Reisensburg, 1934/1935
- Kirche St. Konrad in Augsburg-Bärenkeller, 1937/1938
- Hofkapelle in Mehrenstetten bei Haldenwang, 1938
- Treppenturm der Kirche St. Stephan in Mindelheim, 1939
- Langhaus der Kirche St. Maria Immaculata in Zusmarshausen, 1939–1944
- Wiederaufbau von Kloster und Kirche St. Ursula in Augsburg, 1947
- Wiederaufbau der Kirche St. Josef in Augsburg-Oberhausen, 1948
- Wiederaufbau der Kirche St. Peter und Paul in Augsburg-Oberhausen, 1948
- Wiederaufbau der Heilig-Kreuz-Kirche in Augsburg, 1948–1954
- Kirche Heiligste Dreifaltigkeit in Augsburg-Kriegshaber, 1950
- Kirche St. Elisabeth in Augsburg-Lechhausen, 1951/1952
- Bischöfliches Knabenseminar St. Magnus in Kempten (Allgäu), 1951–1953
- Kirche St. Mariä Himmelfahrt in der Siedlung Sankt Afra in Mering, 1952–1954
- Erweiterung der Kirche St. Stephan in Bühl am Alpsee bei Immenstadt, 1953
- Studienseminar St. Ulrich in Dillingen an der Donau, 1956–1959 (mit Thomas Wechs)

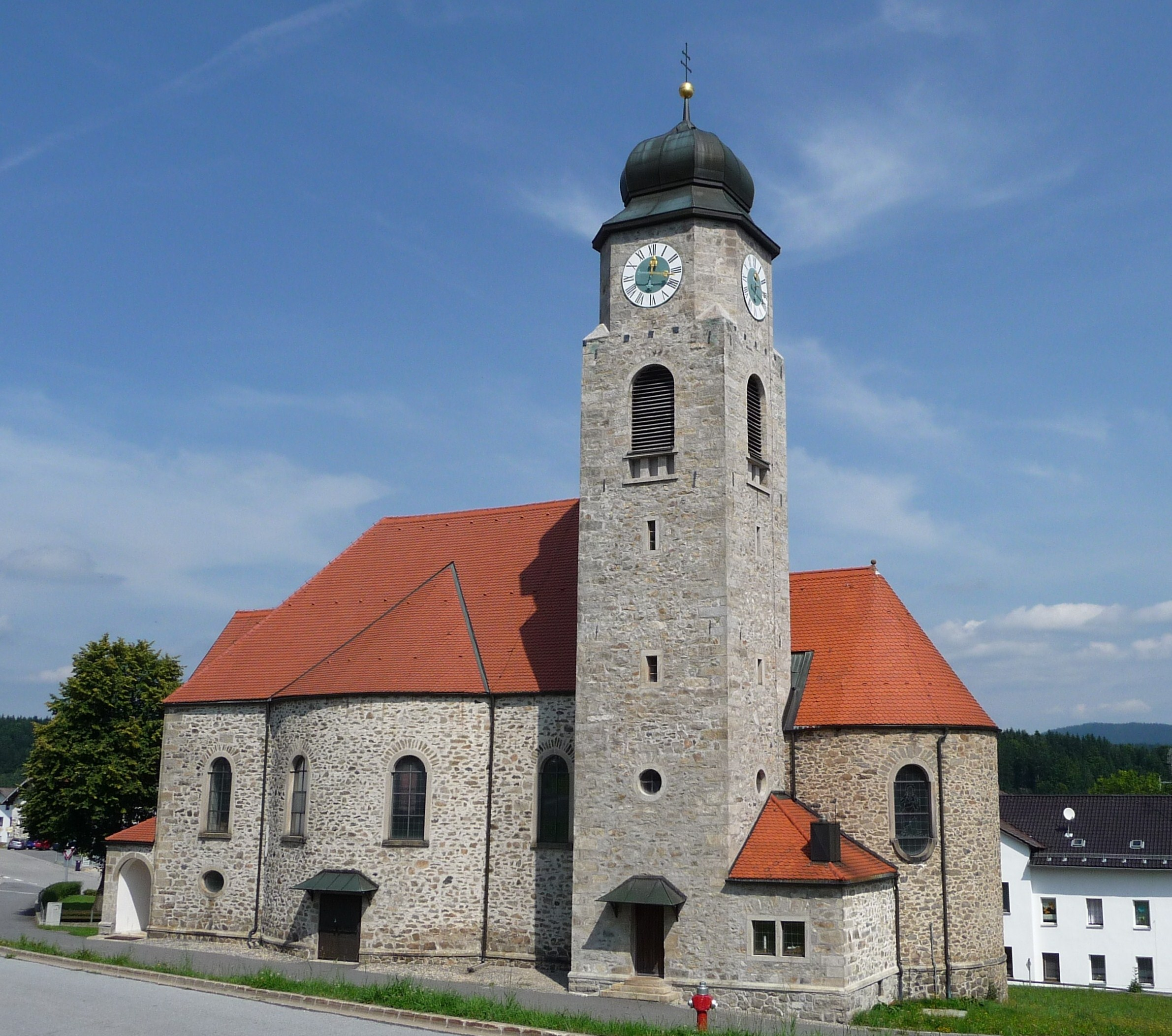
Pfarrkirche in Untermitterdorf
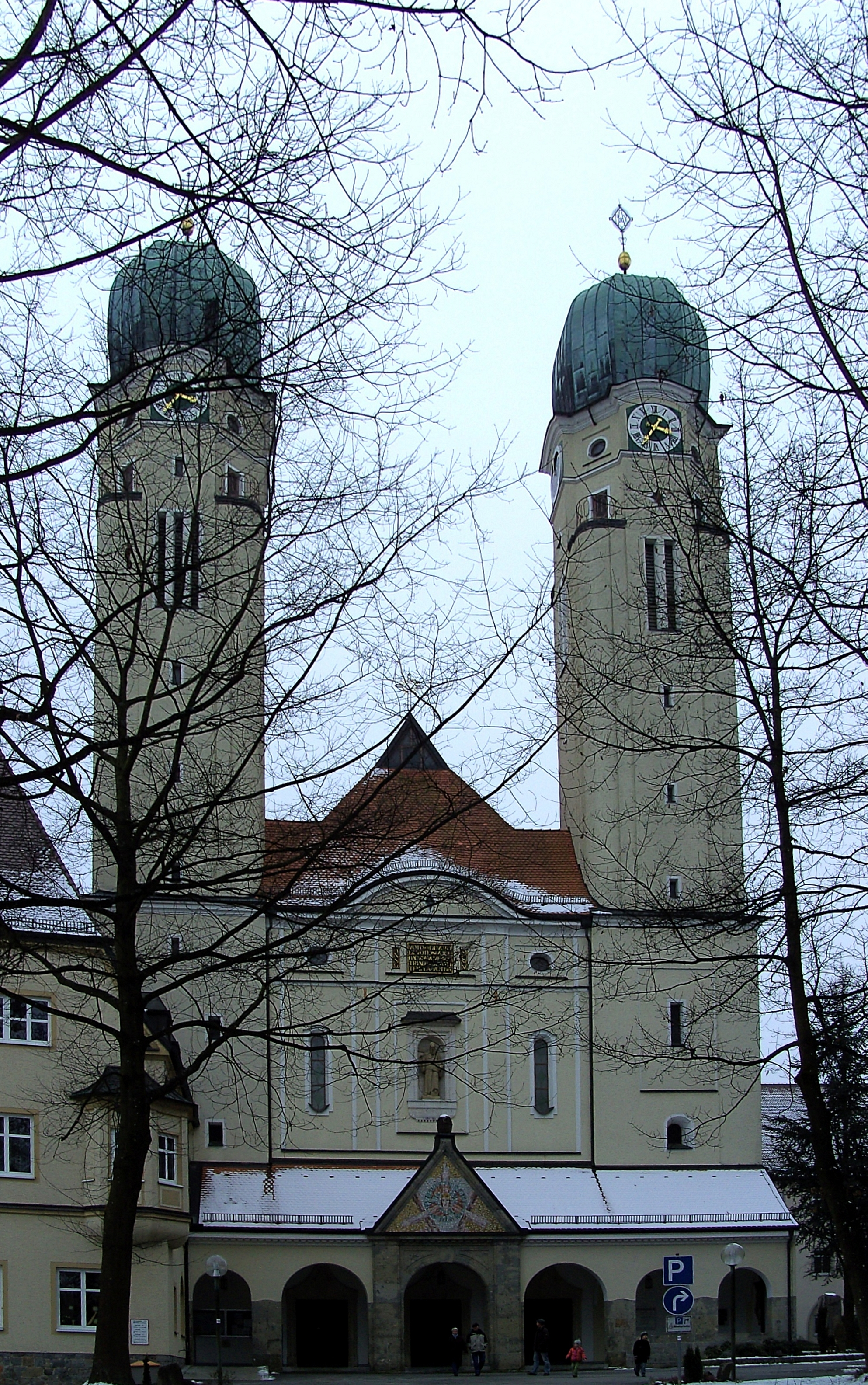
Abtei Schweiklberg
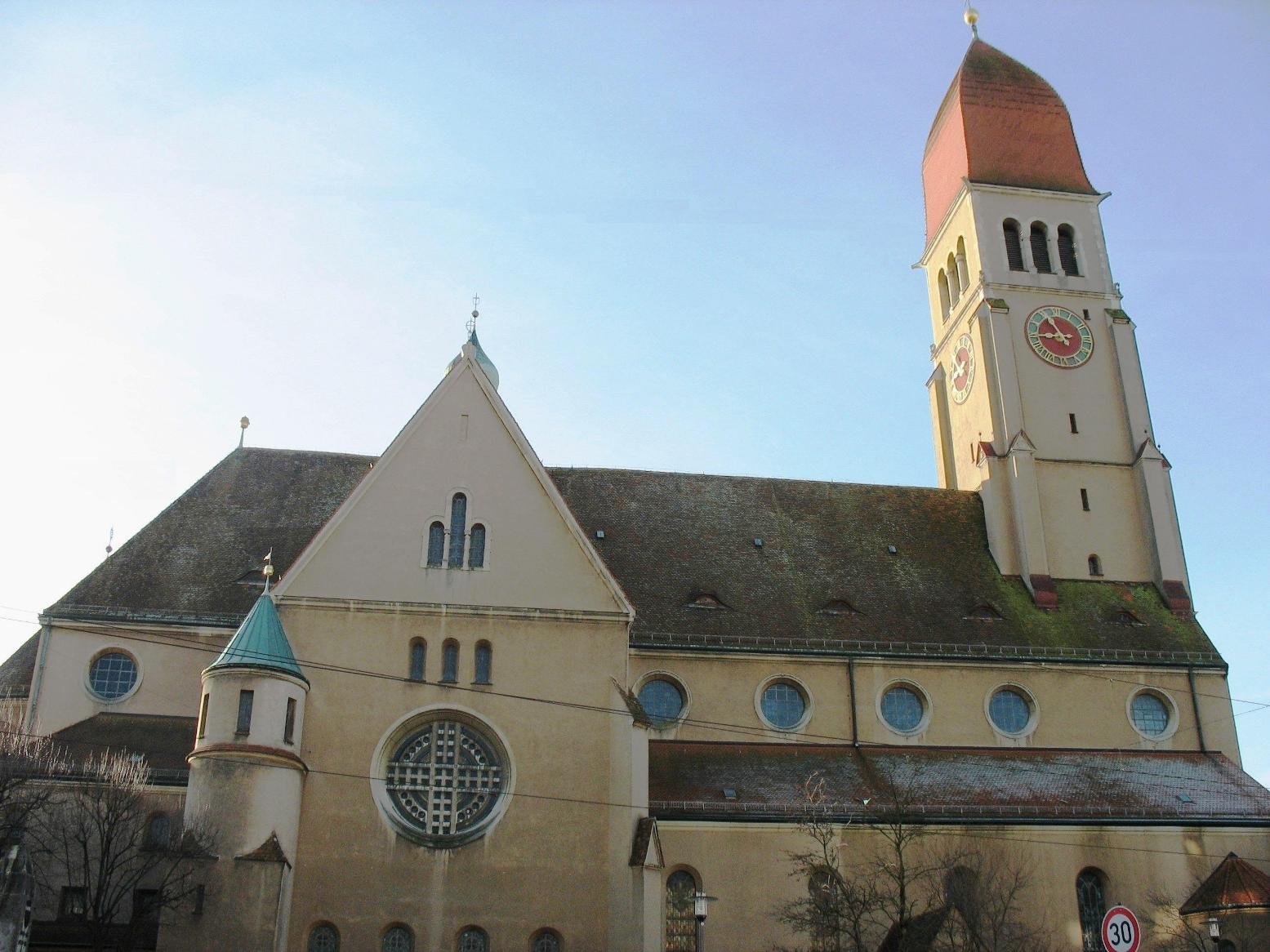
Herz-Jesu-Kirche in Augsburg
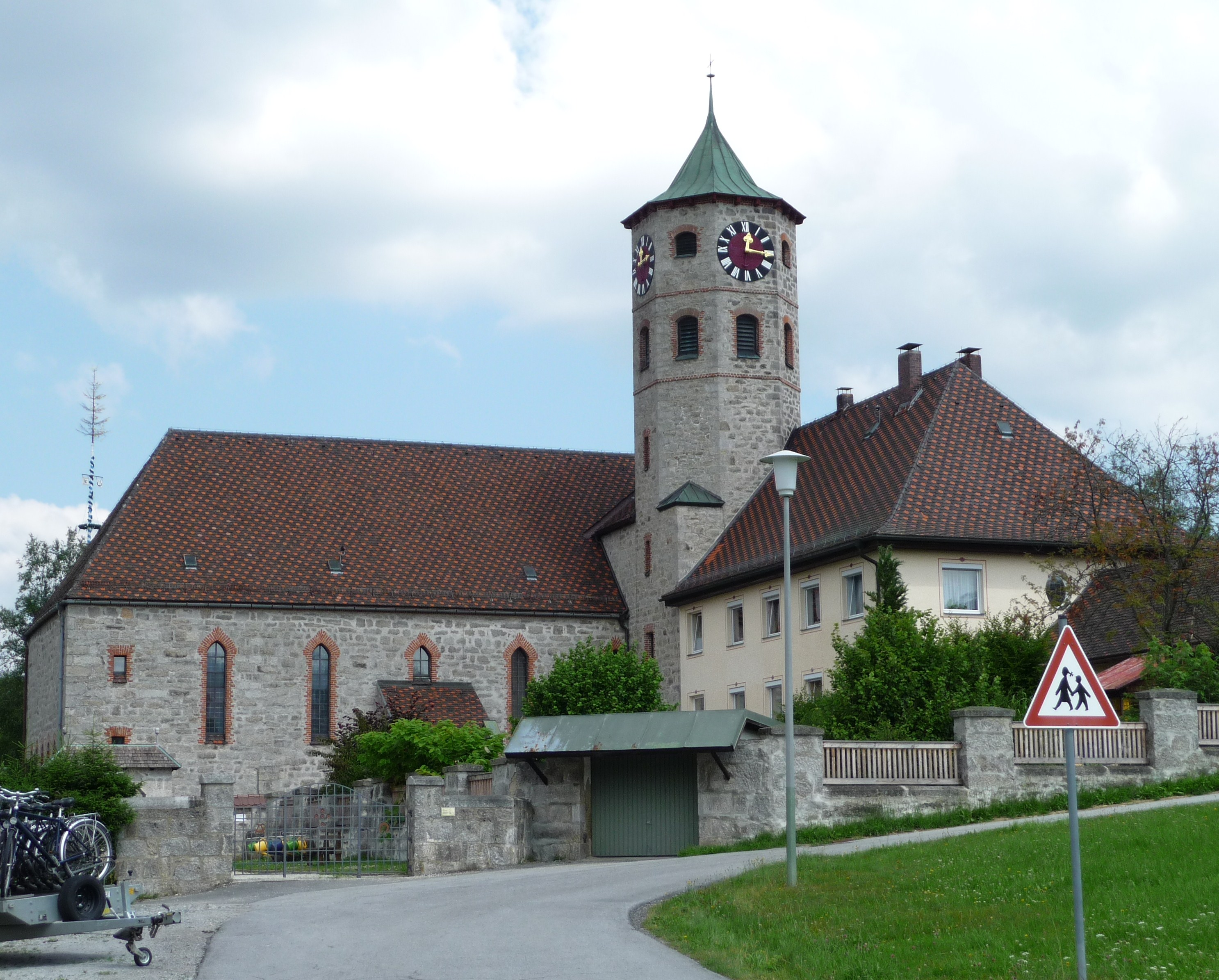
Pfarrkirche in Haidmühle
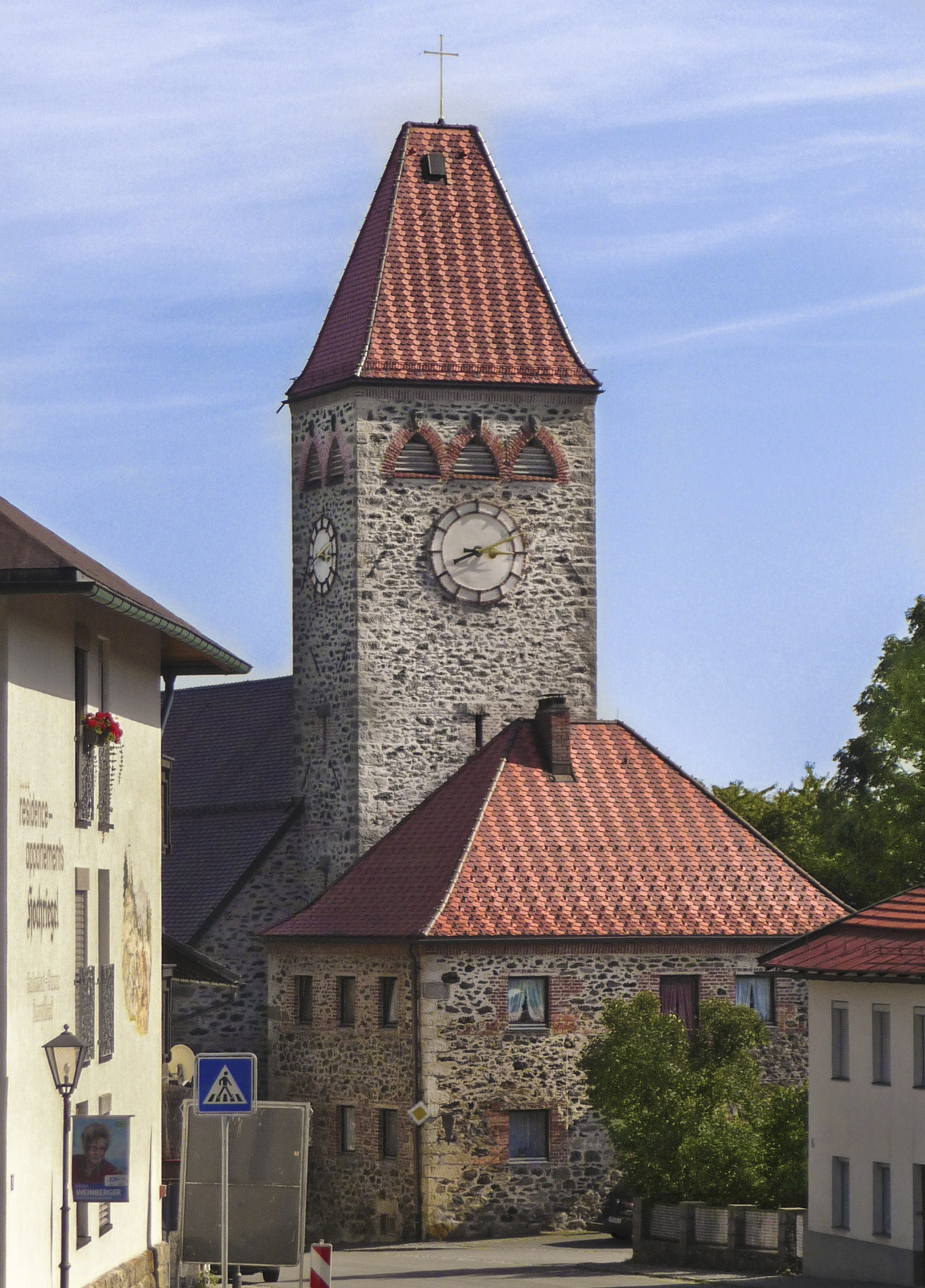
Pfarrkirche in Klingenbrunn
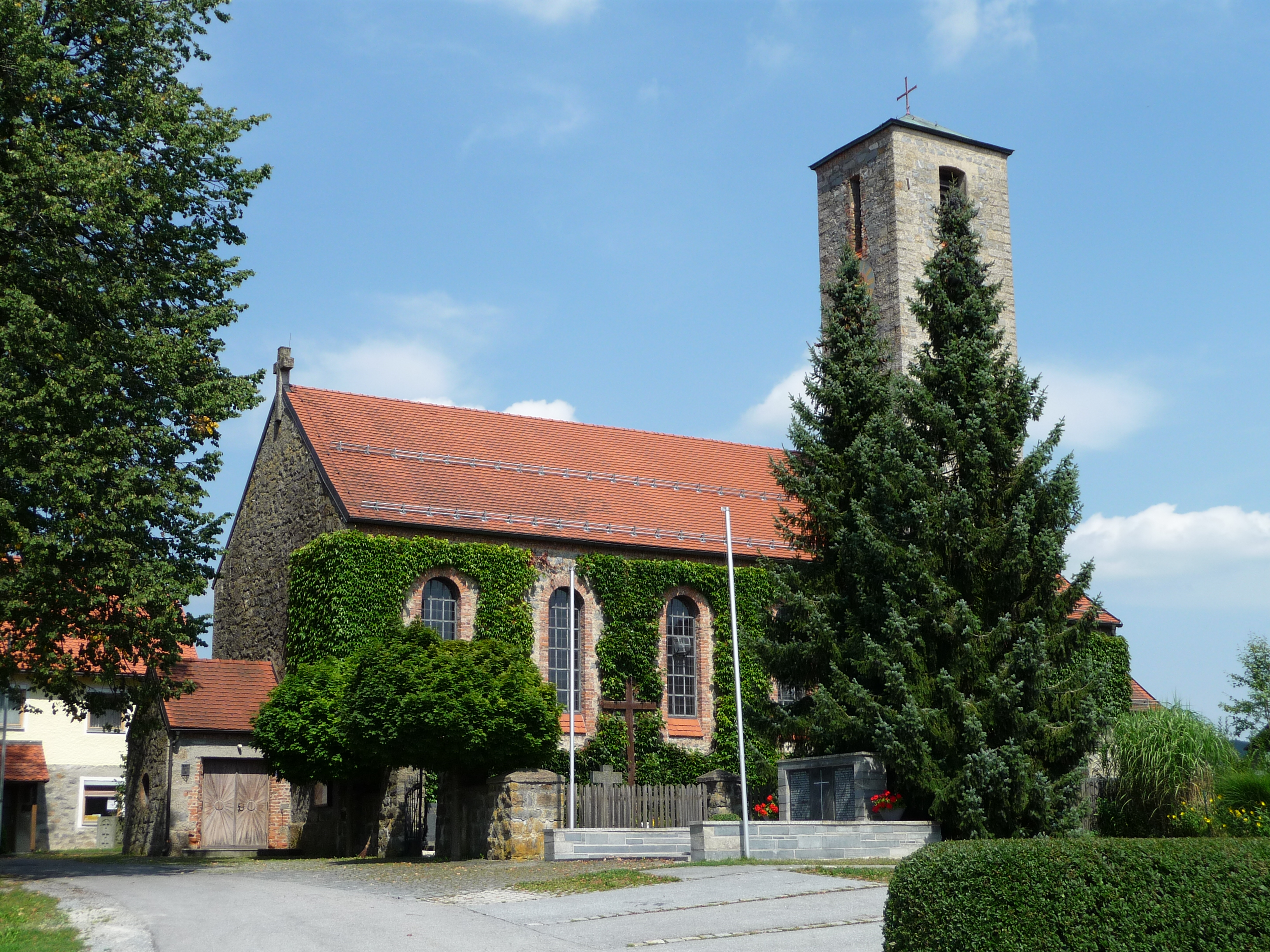
Pfarrkirche in Thannberg
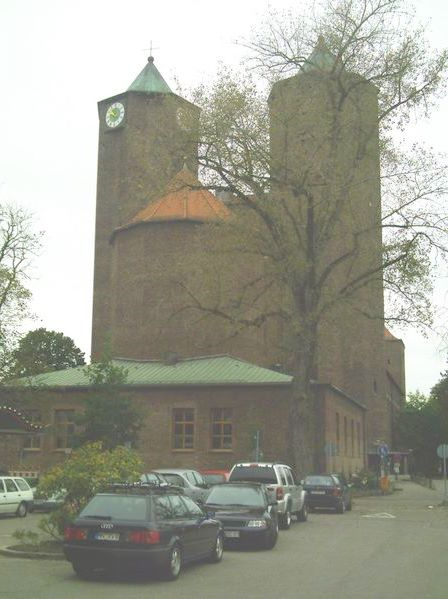
St. Josef in Memmingen
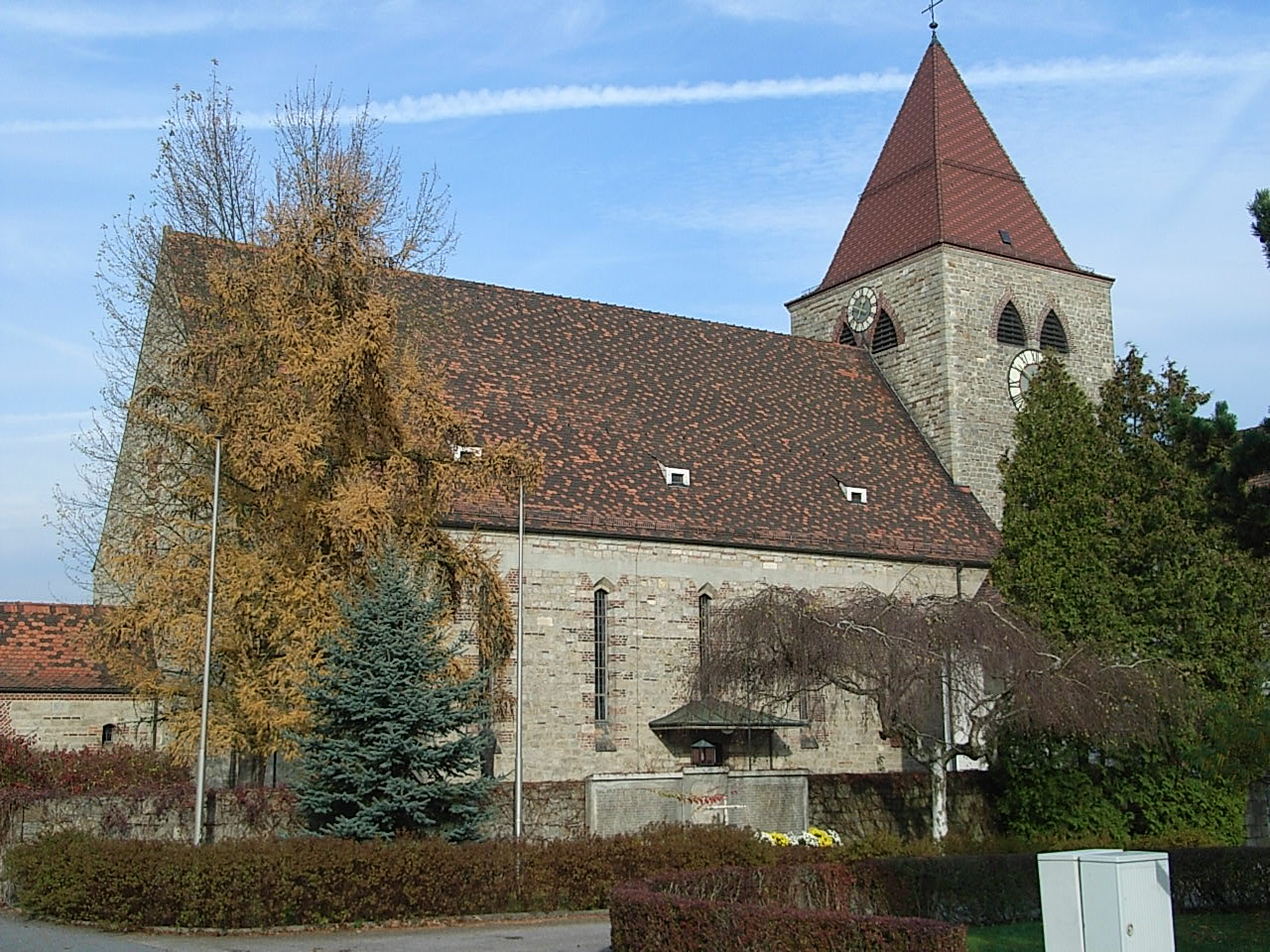
St. Josef in Passau